# Jack O'Brien (metteur en scène)
Pour les articles homonymes, voir O'Brien et Jack O'Brien.
Jack O'Brien, né le 18 juin 1939 à Saginaw (Michigan), est un réalisateur, producteur, écrivain et parolier américain.

## Filmographie

### Réalisateur
- 1978 : Great Performances (1 épisode)
- 1983 : American Playhouse (4 épisodes)
- 1990 : An Enemy of the People
- 1995 : Une maman formidable (1 épisode)

### Producteur
- 2007 : The Metropolitan Opera HD Live
- 2016 : Becoming Mike Nichols